# Eoghan O’Connell
Eoghan O’Connell (* 13. August 1995 in Cork) ist ein irischer Fußballspieler, der beim walisischen Verein AFC Wrexham unter Vertrag steht. Er ist der Cousin des irischen Rugby-Nationalspielers Paul O’Connell.

## Karriere

### Verein
Der 1995 in Cork geborene O’Connell spielte zu Beginn seiner Karriere in Irland für Avondale United. Im Juli 2013 unterschrieb er einen Vertrag bei Celtic Glasgow. Für den von irischen Einwanderern gegründeten schottischen Verein spielte er bis zum Jahresende 2013 zunächst in der Youth Academy und in der internationalen Spielrunde der UEFA Youth League, in der er zu Einsätzen in der Spielzeit 2013/14 kam. Für die erste Mannschaft debütierte der Mittelfeldspieler im März 2014 im Alter von 18 Jahren in der Scottish Premiership unter Teammanager Neil Lennon in der Startaufstellung für das Spiel gegen Ross County. Nachdem O’Connell für die Profimannschaft von Celtic bis August 2015 in fünf Ligaspielen zum Einsatz gekommen war, wurde er im September 2015 für sechs Monate an den englischen Drittligisten Oldham Athletic verliehen. Er wurde danach noch an Cork City und dem FC Walsall verliehen.
In der Sommerpause 2017 unterschrieb er einen Dreijahresvertrag beim FC Bury.
Seit Januar 2023 steht er beim AFC Wrexham unter Vertrag, mit denen er 2023 in die EFL League Two, 2024 in die EFL League One und 2025 in die EFL Championship aufstieg.

### Nationalmannschaft
Im August 2013 kam O’Connell zu einem Einsatz in der Auswahl der irischen U-19 gegen Norwegen.

## Erfolge
mit Celtic Glasgow:
- Schottischer Meister (2): 2014, 2015
- Schottischer Ligapokal (2): 2015, 2017